# Медведево (Владимирская область)
Медведево — деревня в Вязниковском районе Владимирской области России, входит в состав Паустовского сельского поселения.

## География
Деревня расположена в 20 км на юго-запад от центра поселения деревни Паустово и в 34 км на юг от города Вязники.

## История
В окладных книгах Рязанской епархии 1678 года деревня входила в состав Сергиево-Горского прихода, в ней было 17 дворов крестьянских.
В конце XIX — начале XX века деревня являлась крупным населённым пунктом в составе Сергиевской волости Гороховецкого уезда. В 1859 году в деревне числилось 59 дворов, в 1905 году — 84 двора.
С 1929 года деревня входила в состав Сергиево-Горского сельсовета Вязниковского района, в 1935—1963 годах в составе Никологорского района, с 2005 года — в составе Паустовского сельского поселения.

## Население
| 1859 | 1897 | 1905 | 1926 | 2002 | 2010 | 2021 |
| ---- | ---- | ---- | ---- | ---- | ---- | ---- |
| 463  | ↗550 | ↗630 | ↗892 | ↘150 | ↘99  | ↘81  |